# Jacobo Borges
Pour les articles homonymes, voir Borges.
Jacobo Borges est un peintre, graveur, réalisateur et metteur en scène vénézuélien, né à Caracas le 28 novembre 1931.

## Biographie
De 1949 à 1951, il fait ses études à l'Escuela des artes plásticas y aplicadas, à Caracas. De 1952 à 1956, il étudie la peinture à Paris. En 1956, il fait sa première exposition personnelle à Caracas. Ses peintures réalistes et violentes constituent une critique du monde sud-américain. Borges se considère lui-même comme un peintre témoin, un « communicateur » qui s'intéresse à la symbolique des choses plutôt qu'à des questions de style.

## Œuvre
Les thèmes de l'œuvre de Borges commencent à apparaitre en 1960 avec un tableau-clé La Pêche. On y voit « le rire en rictus et le rictus en mort et la mort en chanson et la chanson en cri »[réf. nécessaire]. Dès 1964, son iconographie se précise : il peint des prélats, des prostituées, des militaires, des cadavres, des femmes nues et monstrueuses.
En 1965, il cesse de peindre, par « haine de la société la plus cruelle et hypocrite de l'histoire » (L. Silva) et se consacre à la réalisation d'un grand spectacle audiovisuel, Images de Caracas.
En 1971, il revient à la peinture et exagère encore ses représentations de la société vénézuélienne. Dans les années 1980, il réalise une série d'autoportraits.
Jacobo Borges est aussi un graveur. Il produit notamment à Mexico une série, AGPA 73: Artes gráficas panamericanas, dans laquelle il s'essaie à de nombreuses techniques de l'estampe, dont la sérigraphie, la lithographie, l'eau-forte (y compris l'aquatinte), la linogravure et la pointe-sèche.
Parallèlement à la peinture il écrit avec un style baroque qui fait écho à celui de ses toiles.